# Berliet VH
Der Berliet VH war ein Pkw-Modell des Fahrzeugherstellers Berliet in Lyon aus den 1920er Jahren, von dem allerdings offenbar nur die Lieferwagen-Varianten („Camionettes“) in Serie hergestellt wurden.

## Geschichte und Technik
Der Typ Berliet VH erhielt seine allgemeine Betriebserlaubnis am 19. Februar 1923. Er war ein Pkw der Mittelklasse. Steuerlich war das Fahrzeug mit 12 CV eingestuft, die bei 1500/min entwickelte Höchstleistung wird – damaliger in Frankreich üblicher Sitte folgend – nicht genannt, dürfte aber bei mindestens 30–35 PS gelegen haben. Bezüglich der übrigen technischen Daten wird auf die in der Infobox genannten Daten verwiesen. Außer in den Werksunterlagen von Berliet wird des Typs nirgendwo Erwähnung getan, es blieb also wohl bei einem Einzelexemplar.

## Varianten

### Berliet VHA
Der Berliet VHA war Lieferwagen-Variante mit 0,7 Tonnen Nutzlast. Die Motordaten sind mit denen des VH – soweit überliefert – identisch. Die allgemeine Betriebserlaubnis wurde am 19. Dezember 1924 erteilt. Es wurde das Chassisnummernband 25001–26000 für die Serienherstellung reserviert. Inwieweit alle diese reservierten Nummern tatsächlich vergeben wurden, bleibt offen.
Ein Exemplar des Berliet VHA ist erhalten und im Conservatoire der Fondation Berliet in Le Montellier 30 km nordöstlich von Lyon ausgestellt.

### Berliet VHAB
Der Berliet VHAB war ebenfalls eine Camionette-Variante, deren allgemeine Betriebserlaubnis am 18. Oktober 1926 erteilt wurde. Sie hatte ebenfalls den Motor des Berliet VH (Motortyp ME 10), über die Nutzlast und sonstige Details fehlen Angaben.

### Berliet VHABC
Auch der Berliet VHABC war eine Camionette-Variante, deren allgemeine Betriebserlaubnis am 19. Dezember 1924 erteilt wurde. Die Nutzlast wird mit einer Tonne angegeben. Sie hatte eine Motor mit den gleichen Zylindermaßen wie dem des Berliet VH, indessen des Typs MLM. Es wurden die Chassisnummernbänder 55001–56140 (1140 Stück) und 94251–95500 (250 Stück) für die Serienherstellung reserviert. Davon dürften zumindest die Nummern des ersten Bandes vollständig vergeben worden sein, sonst hätte es der Zuteilung eines zweiten Bandes nicht bedurft.

### Berliet VHABF
Die Nutzlast der Camionette Berliet VHABF wird mit 1,5 Tonnen angegeben, die allgemeine Betriebserlaubnis wurde am 19. Dezember 1924 erteilt. Als Motor war der größere des Typs MLR eingebaut (4 Zylinder, Bohrung × Hub 90 × 130 mm, 3308 cm³ Hubraum, 16 Steuer-PS). Es wurde das Chassisnummernband 95501–95700 (also 200 Stück) für die Serienherstellung reserviert. Inwieweit alle diese reservierten Nummern tatsächlich vergeben wurden, bleibt offen.

### Berliet VHB
Auch der Berliet VHB war ein Lieferwagen bzw. leichter LKW mit einer Nutzlast von 1,8 bis 2 Tonnen. Die allgemeine Betriebserlaubnis erhielt der Typ am 4. Mai 1923. Der Motor war – wie beim Ausgangsmodell Berliet VH – vom Typ ME. Es wurden die Chassisnummernbänder 28001–30500 (2500 Stück) und 57001–60000 (3000 Stück) für die Serienherstellung reserviert, allerdings zusammen mit dem Berliet VMB, der offenbar das gleiche Fahrgestell hatte. Davon dürften zumindest die Nummern des ersten Bandes vollständig vergeben worden sein, sonst hätte es der Zuteilung eines zweiten Bandes nicht bedurft. Die Produktion des Fahrzeugs lief noch bis 1930, in diesem letzten Jahr wurden 177 Berliet VHB und 377 Berliet VMB hergestellt.

### Berliet VHC
Der Berliet VHC war ein Pkw-Modell mit dem gleichen Motor wie beim Ausgangsmodell Berliet VH. Die allgemeine Betriebserlaubnis wurde am 18. Dezember 1924 erteilt. Der Typ ist außer in den Werksunterlagen nirgendwo erwähnt, er blieb daher wahrscheinlich ein Prototyp.

### Berliet VHF
Die Nutzlast der Camionette Berliet VHF wird mit 1,2 Tonnen angegeben, die allgemeine Betriebserlaubnis wurde am 8. März 1924 erteilt. Der eingebaute Motor des Typs ME10 war in seinen angegebenen Daten mit dem Motortyp ME identisch. Es wurde das Chassisnummernband 52001–53000 (also 1000 Stück) für die Serienherstellung reserviert. 1930 wurden noch (zusammen mit dem Berliet VMS) 22 Stück, 1933 nochmals 8 Stück produziert.

### Berliet VHS
Die Nutzlast der Camionette Berliet VHS wird mit 2 Tonnen angegeben, die allgemeine Betriebserlaubnis wurde am 12. Februar 1925 erteilt. Der eingebaute Motor des Typs MLM war in seinen angegebenen Daten mit dem Motortyp ME identisch. Das S in der Typenbezeichnung könnte für „surbaisse“ (d. h. tiefergelegt) stehen. Für die Typen Berliet VMS und VHS zusammen wurden das Chassisnummernband 53001–53500 (also 500 Stück) für die Serienherstellung reserviert. Inwieweit alle diese reservierten Nummern tatsächlich vergeben wurden, bleibt offen.

### Berliet VHSD
Soweit von diesem Fahrzeug technische Daten überliefert sind, unterschied sich dieser Typ nicht vom Berliet VHS (gleicher Motor, Vierganggetriebe). Die allgemeine Betriebserlaubnis erhielt der Typ am 11. März 1927. Es wurde das Chassisnummernband 77001–77250 (also 250 Stück) für die Serienherstellung reserviert. Inwieweit alle diese reservierten Nummern tatsächlich vergeben wurden, bleibt offen.

### Originalquellen
Eine Publikation, in der alle vor 1945 gebauten Berliet-Typen individuell abgehandelt wären, gibt es nicht. Neben der unten erwähnten Literatur wurde auf die folgende in der Fondation Berliet verwahrte Originalunterlagen zurückgegriffen:
- "Fiches des Mines": Es handelt sich um die Werksunterlagen zur Erteilung einer allgemeinen Betriebserlaubnis, hierfür ist in Frankreich der "Inspecteur des mines" sachlich zuständig. Diese Unterlagen sind im Berliet-Archiv chronologisch geordnet und nummeriert. Nicht zu jedem Typ bzw. Variante gibt es entsprechende Unterlagen, teils, weil sie wohl als Untervarianten eines anderen Typs verstanden wurden, für den eine gesonderte Erlaubnis nicht erforderlich war, teils wohl, weil diese Unterlagen im Laufe der letzten 100 Jahre verlorengegangen sind. Bei Militärtypen gibt es Hinweise, dass eine Betriebserlaubnis direkt durch militärische Dienststellen erfolgte, was entsprechende "fiches des mines" überflüssig machte. Die Quellenbezeichnung lautet: "Fiches No...."
- "Etat des véhicules utilitaires et autobus declares aux mines depuis 1920", eine 15-seitige Zusammenstellung vom 1. Dezember 1941, enthält insbesondere die reservierten Chassisnummernbänder, die jedoch vielfach nicht vollständig ausgeschöpft wurden, einige Typen bzw. Varianten werden nicht erwähnt, Quellenbezeichnung lautet: "Etat S..."
- "Nombre de véhicules construits de 1930 à 1942", siebenseitige Zusammenstellung der zwischen 1930 und 1942 gebauten Stückzahlen an Nutzfahrzeugen, erstellt wohl 1943, erste Seite teilweise irreparabel verderbt, teilweise werden mehrere Typen bzw. Varianten zusammengefasst, Quellenbezeichnung lautet: "Nombre S...."

### Sonstige Quellen
- Monique Chapelle: Berliet. 1. Auflage. EMCE, Saint-Chamond 2016, ISBN 978-2-35740-049-8.